# Museo de los Navy SEAL
El Museo de la Armada Nacional UDT-SEAL (en inglés: National Navy UDT-SEAL Museum) también conocido como el Museo de los Navy SEAL, se encuentra en 3300 Norte A1A , isla North Hutchinson, en el condado de St. Lucie, a las afueras de Fort Pierce, Florida al sur de Estados Unidos. Alberga exposiciones para informar y educar sobre el papel de la Armada y los equipos de demolición subacuática ( UDT ) y equipos de mar, aire, tierra (SEAL). El museo también conserva la historia de los SEAL ( los hombres rana originales de la Armada los primeros formados fuera de Fort Pierce).
La idea del museo se originó en la casa de Albert Stankie , donde él y otros ex submarinistas UDT reunieron artefactos y experiencias personales de su servicio en la Segunda Guerra Mundial. Trabajaron para procurar que tener el sitio de otro antiguo museo. Este se convirtió en una instalación dedicada, que abrió sus puertas en 1985, y fue reconocido como un museo nacional por una ley del Congreso promulgada el 7 de febrero de 2008.